# Ibrahima Sissoko
Ibrahima Sissoko (* 27. Oktober 1997 in Meaux) ist ein französischer Fußballspieler malischer Abstammung, der seit Juli 2024 beim Zweitligisten VfL Bochum unter Vertrag steht. Der Mittelfeldspieler ist ehemaliger französischer U-Nationalspieler.

## Karriere

### Verein
Der in Meaux geborene Ibrahima Sissoko ist malischer Abstammung und begann seine fußballerische Ausbildung im Dezember 2006 beim lokalen CS Meaux. Im Sommer 2013 wechselte er in die Jugendabteilung der US Torcy Val-Maubuée une ein weiteres Jahr später schloss er sich dem Nachwuchs von Stade Brest an. Dort spielte er zunächst in der U19, wurde jedoch bereits während der Spielzeit 2014/15 in die Reservemannschaft befördert, welche in der fünftklassigen Championnat National 3 spielte. Am 21. Juli 2015 unterzeichnete er seinen ersten professionellen Dreijahresvertrag beim Verein aus der westlichen Bretagne. Am 5. Dezember 2015 debütierte er bei der 0:2-Pokalniederlage gegen den Viertligisten Stade Saint-Brieuc in der ersten Mannschaft. Am 29. April 2015 (36. Spieltag) bestritt er bei der 0:2-Heimniederlage gegen den FC Évian Thonon Gaillard sein erstes Spiel in der zweithöchsten französischen Spielklasse, als er in der 73. Spielminute für Manuel Perez eingewechselt wurde. In der verbleibenden Spielzeit 2015/16 bestritt er ein weiteres Ligaspiel.
In der darauffolgenden Saison 2016/17 kam er nur sporadisch zu Einsatzzeit in der ersten Mannschaft. Diese war nahezu die gesamte Spielzeit über auf einem direkten Aufstiegsrang, rutschte aber in einer der knappsten Aufstiegsentscheidungen der Ligageschichte – Der Meister Racing Straßburg hatte drei Punkte mehr als der Tabellensechste Olympique Nîmes – bis auf den fünften Rang zurück. Sissoko kam insgesamt auf sieben Pflichtspieleinsätze für die erste Mannschaft.
Der Sprung in die Startformation gelang ihm in der nächsten Saison 2017/18. Am 8. Dezember 2017 (18. Spieltag) erzielte er beim 3:0-Heimsieg gegen Football Bourg-en-Bresse Péronnas seinen ersten Treffer im Profibereich und bereitete in dieser Partie zusätzlich ein weiteres Tor seiner Mannschaft vor. Vier Tage später verlängerte er seinen Vertrag bis 2021. In der Rückrunde fiel er wieder aus der Startelf, stand jedoch beim Gewinn der Coupe de la Ligue am 30. März 2019 gegen EA Guingamp bis zur 118. Spielminute auf dem Platz. Er beendete die Spielzeit mit 19 Ligaeinsätzen, in denen er einen Torerfolg verbuchen konnte.
Am 7. Juni 2018 wechselte Ibrahima Sissoko für eine Ablösesumme in Höhe von zwei Millionen Euro zum Erstligisten Racing Straßburg, wo er einen Vierjahresvertrag unterzeichnete. Bereits in seinem Debüt in der höchsten französischen Spielklasse am 12. August 2018 (1. Spieltag) konnte er einen Treffer zum 2:0-Auswärtssieg gegen Girondins Bordeaux beitragen. Er konnte sich in seiner ersten Saison 2018/19 rasch als Stammspieler im Mittelfeld der Elsässer etablieren und beendete diese mit 32 Ligaspielen, in denen er drei Tore erzielen konnte.
In der darauffolgenden Spielzeit 2019/20 galt er nicht mehr als absoluter Stammspieler, wurde von Cheftrainer Thierry Laurey weiterhin regelmäßig eingesetzt. Bis zum Abbruch der Liga aufgrund der Covid-19-Pandemie war er in 23 Ligaspielen zum Einsatz gekommen, in denen er keinen Torerfolg verbuchen konnte.
Im Sommer 2024 wechselte er zum VfL Bochum, bei dem er einen Vertrag bis 2027 unterschrieb.

### Nationalmannschaft
Im April und Mai 2015 bestritt Ibrahima Sissoko drei Länderspiele für die französische U18-Nationalmannschaft. Von September 2015 bis März 2016 stand er in sieben Spielen der U19 auf dem Platz.
Anschließend spielte er für die U20, mit der er an der U20-Weltmeisterschaft 2017 in Südkorea teilnahm. Dort bestritt er ein Gruppenspiel und schied mit der Auswahl im Achtelfinale gegen Italien aus.
Zwischen November 2018 und Juni 2019 absolvierte er vier Testspiele für die U21 und stand im Kader der Les Bleuets bei der U21-Europameisterschaft 2019, kam dort aber zu keinem Einsatz.

## Erfolge
Racing Straßburg
- Coupe de la Ligue: 2018/19